# 雲仙市
雲仙市（日语：／ Unzen shi */?）是位于日本長崎縣島原半島東南部的城市，於2005年10月11日由南高來郡國見町、瑞穗町、吾妻町、愛野町、千千石町、小濱町、南串山町合併而成。
轄區內的三大著名地點是神代小路、千千石海岸、雲仙岳。
江戶時代畫家釧雲泉是出身自本地。

## 人口
| 雲仙市人口分布圖 |                                               |  |
| 雲仙市與日本全國年齡別人口分布比較圖 （2005年資料） | 雲仙市的年齡、男女別人口分布圖 （2005年資料） |  |
| ■紫色是雲仙市 ■綠色是全国 | ■藍色是男性 ■紅色是女性                       |  |
| 雲仙市人口變化 \| 1970年 \| 61,901人 \| \| \| 1975年 \| 60,107人 \| \| \| 1980年 \| 58,861人 \| \| \| 1985年 \| 57,380人 \| \| \| 1990年 \| 55,408人 \| \| \| 1995年 \| 54,048人 \| \| \| 2000年 \| 52,230人 \| \| \| 2005年 \| 49,998人 \| \| \| 2010年 \| 47,245人 \| \| \| 2015年 \| 44,115人 \| \| \| 2020年 \| 41,096人 \| \| |                                               |  |
| 資料來源：日本總務省統計中心提供之人口普查數據 |                                               |  |
| 1970年 | 61,901人                                      |  |
| 1975年 | 60,107人                                      |  |
| 1980年 | 58,861人                                      |  |
| 1985年 | 57,380人                                      |  |
| 1990年 | 55,408人                                      |  |
| 1995年 | 54,048人                                      |  |
| 2000年 | 52,230人                                      |  |
| 2005年 | 49,998人                                      |  |
| 2010年 | 47,245人                                      |  |
| 2015年 | 44,115人                                      |  |
| 2020年 | 41,096人                                      |  |

## 歷史
在令制國時期，分別屬於島原藩和鍋島藩，直到1871年廢藩置縣後，屬於新設立的島原縣，後又被併入長崎縣。

### 年表
- 1889年4月1日：實施町村制，現在的轄區在當時分屬：多比良村、土黑村、神代村、西鄉村、伊福村、古部村、守山村、山田村、愛野村、千千石村、小濱村、北串山村、南串山村。[2]
- 1924年4月1日：小濱村改制為小濱町。
- 1926年7月1日：古部村和伊福村合併為大正村。
- 1928年11月1日：千千石村改制為千千石町。
- 1937年2月11日：多比良村改制為多比良町。
- 1949年8月1日：愛野村改制為愛野町。
- 1954年4月1日：守山村和山田村合併為吾妻村。
- 1955年2月1日：小濱町和北串山村合併為新設置的小濱町。
- 1956年9月1日：多比良町和土黑村合併為國見町。
- 1956年9月25日：大正村和西鄉村合併為瑞穗村。
- 1957年3月22日：神代村被併入國見町。
- 1963年4月1日：吾妻村改制為吾妻町。
- 1969年4月1日：
  - 瑞穗村改制為瑞穗町。
  - 南串山村改制為南串山町。
- 2005年10月11日：國見町、瑞穗町、吾妻町、愛野町、千千石町、小濱町、南串山町合併為雲仙市。

### 變遷表
| 1889年以前 | 1889年4月1日 | 1889年 - 1926年     | 1926年 - 1944年        | 1945年 - 1959年          | 1960年 - 1989年        | 1989年 - 現在         | 現在                  |
| ---------- | ------------ | ------------------- | ---------------------- | ------------------------ | ---------------------- | --------------------- | --------------------- |
|            | 多比良村     | 多比良村            | 1937年2月11日 多比良町 | 1956年9月1日 國見町      | 國見町                 | 2005年10月11日 雲仙市 | 2005年10月11日 雲仙市 |
|            | 土黑村       |                     |                        | 1956年9月1日 國見町      | 國見町                 | 2005年10月11日 雲仙市 | 2005年10月11日 雲仙市 |
|            | 神代村       | 神代村              | 神代村                 | 1957年3月22日 併入國見町 | 國見町                 | 2005年10月11日 雲仙市 | 2005年10月11日 雲仙市 |
|            | 西鄉村       | 西鄉村              | 西鄉村                 | 1956年9月25日 瑞穗村     | 1969年4月1日 瑞穗町    | 2005年10月11日 雲仙市 | 2005年10月11日 雲仙市 |
|            | 伊福村       | 1926年7月1日 大正村 | 大正村                 | 1956年9月25日 瑞穗村     | 1969年4月1日 瑞穗町    | 2005年10月11日 雲仙市 | 2005年10月11日 雲仙市 |
|            | 古部村       | 1926年7月1日 大正村 | 大正村                 | 1956年9月25日 瑞穗村     | 1969年4月1日 瑞穗町    | 2005年10月11日 雲仙市 | 2005年10月11日 雲仙市 |
|            | 守山村       | 守山村              | 守山村                 | 1954年4月1日 吾妻村      | 1963年4月1日 吾妻町    | 2005年10月11日 雲仙市 | 2005年10月11日 雲仙市 |
|            | 山田村       |                     |                        | 1954年4月1日 吾妻村      | 1963年4月1日 吾妻町    | 2005年10月11日 雲仙市 | 2005年10月11日 雲仙市 |
|            | 愛野村       | 愛野村              | 愛野村                 | 1949年8月1日 愛野町      | 1949年8月1日 愛野町    | 2005年10月11日 雲仙市 | 2005年10月11日 雲仙市 |
|            | 千千石村     | 千千石村            | 1928年11月1日 千千石町 | 1928年11月1日 千千石町   | 1928年11月1日 千千石町 | 2005年10月11日 雲仙市 | 2005年10月11日 雲仙市 |
|            | 小濱村       | 1924年4月1日 小濱町 | 1924年4月1日 小濱町    | 1955年2月1日 小濱町      | 1955年2月1日 小濱町    | 2005年10月11日 雲仙市 | 2005年10月11日 雲仙市 |
|            | 北串山村     |                     |                        | 1955年2月1日 小濱町      | 1955年2月1日 小濱町    | 2005年10月11日 雲仙市 | 2005年10月11日 雲仙市 |
|            | 南串山村     | 南串山村            | 南串山村               | 南串山村                 | 1969年4月1日 南串山町  | 2005年10月11日 雲仙市 | 2005年10月11日 雲仙市 |

## 交通

### 鐵路
- 島原鐵道
  - 島原鐵道線：愛野車站 - 阿母崎車站 - 吾妻車站 - 古部車站 - 大正車站 - 西鄉車站 - 神代車站 - 多比良車站

### 纜車
- 雲仙纜車

## 觀光景點
- 雲仙天草國立公園
  - 雲仙岳
  - 仁田嶺
- 山王自然公園
- 千石海岸
- 雲仙溫泉
  - 古湯溫泉
  - 新湯溫泉
  - 小地獄溫泉
- 小浜温泉（日语：小浜温泉）
- 愛野展望所

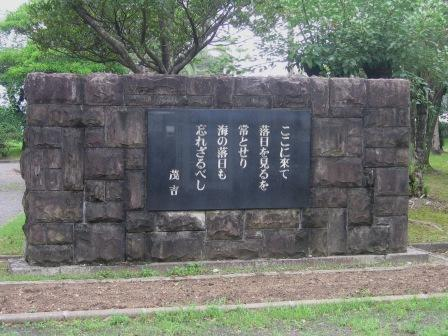
茂吉題詩紀念碑

- 神代小路（日语：神代小路）（重要傳統建物群保存區；以前的國見市區）
  - 國見神代小路歴史文化公園鍋島邸
- 橘神社
- 釜蓋城跡
- 國崎半島
- 國見町

## 教育
高等學校
- 長崎縣立國見高等學校（日语：長崎県立国見高等学校）
- 長崎縣立小濱高等學校（日语：長崎県立小浜高等学校）

## 本地出身之名人
- 柘植末利：王子飯店總料理長
- 德永悠平：職業足球選手
- 馬場元治：前日本建設大臣
- 古瀨大六：前小樽商科大學教授、為漫畫家山下和美之父，是山下和美作品柳澤良則教授的創作原型
- 橘周太：明治時代的日本軍人
- 釧雲泉：江戶時代畫家

## 外部連結
- （日語） 雲仙市商工會 （页面存档备份，存于）